# Post intermitent
Postul intermitent este un termen care descrie o perioadă de perioade alternate de post și de mâncare. Postul intermitent nu este o dietă în sine, ci mai degrabă un regim alimentar care poate fi folosit împreună cu restricția calorică pentru a pierde în masă.
Cele mai comune trei metode de post intermitent sunt: postul cu zile alternative, postul periodic și alimentația zilnică restricționată pentru câteva ore din zi. Postul intermitent poate fi similar cu o dietă de restricție calorică și a fost studiat în secolul 21 ca o practică care ar putea reduce riscul bolilor legate de dietă, cum ar fi sindromul metabolic.
Efectele sale pe termen lung au fost foarte puse sub semnul întrebării, deoarece multe dintre date provin din experimente cu animale, studii mici și de scurtă durată la oameni. Efectele adverse includ iritabilitate, dificultăți de concentrare, tulburări de somn, rezistență la insulină și deteriorarea celulelor în pancreas.

## Variante
În unele contexte, postul permite consumul unui număr limitat de băuturi cu conținut scăzut de calorii, cum ar fi cafeaua sau ceaiul.
Conform diverselor studii (până acum făcute doar pe șoareci), se poate deduce că numai cafeaua, pe lângă faptul că este un aliment permis în postul intermitent, l-ar spori, așa că s-ar putea spune că cafeaua și postul intermitent sunt foarte utile.
Există multe tipuri de post intermitent, printre acestea se numără:
- Postul intermediar implică un post timp de 24 de ore, urmat de încă o perioadă de 24 de ore de mâncare. Restricția calorică alternativă zilnic poate prelungi viața.

- Postul modificat implică limitarea aportului caloric (de exemplu, 20% din normal) în zilele de post, mai degrabă decât să nu mănânci deloc. Un studiu sugerează că acest regim poate păstra majoritatea beneficiilor postului intermitent în sine. Literatura științifică despre postul intermitent, sub diferitele sale forme, a fost revizuită pe larg în 2014. O altă formă implică consumul unei singure mese pe zi.

Mai general, variantele pot specifica diferite rapoarte ale perioadelor de post-mâncat. Documentarul BBC2 Horizons Eat, Fast and Live More a înregistrat oameni care posteau două zile consecutive pe săptămână. Cunoscută sub numele de dieta 5:2, oamenii consumau 400–500 de calorii (femei) sau 500–600 de calorii (bărbați) în timpul zilelor de post. În zilele de hrănire, dieta era regulată.

## Cercetări
O revizuire din 2014 a Institutului Politehnic Național a aruncat lumină asupra rolului postului intermitent în răspunsurile celulare adaptative care reduc daunele oxidative și inflamația, optimizează metabolismul energetic și stimulează producția de celule. Studiul a arătat că, la eucariotele inferioare, postul cronic prelungește longevitatea, în parte, prin reprogramarea căilor metabolice și rezistența la stres (hormesis). La rozătoare, postul intermitent s-a dovedit că protejează împotriva diabetului, cancerelor, bolilor de inimă și neurodegenerării, în timp ce la oameni ajută la reducerea obezității, hipertensiunii, astmului și artritei reumatoide.

### Studii pe animale
Un studiu științific al postului intermitent la șobolani, realizat în 1943, a constatat că postul de o zi din două, trei sau patru prelungește viața șobolanilor (cu 15-20% în cazul unei zile din trei), comparativ cu șobolanii care ar putea mănâncă oricând vor. Nici unul dintre cei care au postit în studiu nu a avut vreun efect dăunător asupra creșterii.
Într-un alt studiu, s-a demonstrat că postul intermitent prelungește viața și crește rezistența la bolile legate de vârstă la rozătoare și îmbunătățește sănătatea oamenilor supraponderali. Studiul sugerează că postul intermitent poate avea beneficii similare cu cele ale restricției calorice (CR). Mai exact, s-a propus că postul intermitent îmbunătățește sistemele cardiovascular și neurologic.
Un alt studiu la șoareci sugerează că beneficiile postului intermitent par să nu aibă legătură cu o reducere generală a aportului caloric. Un alt studiu la șobolani a discutat despre beneficiile restricției alimentare, inclusiv postul intermitent. Forma de hormesis.
O analiză din 2007 a postului zilnic a afirmat că „descoperirile animalelor sugerează că postul zilnic poate modula eficient mai mulți factori de risc, prevenind astfel bolile cronice și că poate modula riscul de îmbolnăvire într-o măsură similară cu restricția calorică.” Sunt necesare mai multe cercetări pentru a stabili definitiv. consecințele ADF."
Postul inițiază procesul de autofagie, care descompune și reciclează proteinele și organele disfuncționale, și poate și procesul de apoptoză, care face același lucru pentru celule.
Într-o anumită populație vulnerabilă, postul inter-zilnic poate aduce rău: un studiu la șoareci hipercolesterolemici a arătat că restricția alimentară din cauza postului intermitent a indus diabet și obezitate și a agravat dezvoltarea spontană a arteriosclerozei. Șoarecii de control non-hipercolesterolemici (normali, de tip sălbatic) au pierdut grăsime și au scăzut colesterolul conform așteptărilor.

### Sănătatea umană
Studiile pe oameni sugerează posibile beneficii:
- Postul intermitent poate ajuta la oxidarea acizilor grași.
- Postul între zile poate reduce greutatea corporală, colesterolul LDL și nivelurile de trigliceride în același grad, indiferent de menținerea unei diete sărace în grăsimi sau cu o dietă bogată în ziua hrănirii.
- Crește factorii neurotrofici care sunt importanți pentru învățare și memorie și neurogeneza adultului (producția de noi neuroni din celulele stem); enzime de reparare a ADN-ului care previn acumularea mutațiilor și enzime antioxidante care permit celulelor să elimine radicalii liberi; ca răspuns al neuronilor la scăderea energiei.
- Crește SIRT3, proteina tinereții35 și reduce mortalitatea.
- Favorizează autofagia,37 un alt dintre sistemele noastre anti-îmbătrânire.38 De asemenea, în creier.
- Reduce indicatorii de inflamație.
- Reduce trigliceridele și îmbunătățește profilul lipidic.
- Îmbunătățește plasticitatea neuronală.

### Mecanisme
Cercetările preliminare indică faptul că postul poate induce o tranziție prin patru stări: 
1) starea de hrănire sau starea absorbită în timpul sațietății, când glucoza este sursa principală de combustibil și stocarea grăsimilor corporale este activă, care durează aproximativ 4 ore;
2) starea postabsorbtivă; care durează până la 18 ore, când glucagonul este secretat și organismul folosește rezervele de glucoză din ficat ca sursă de combustibil;
3) starea de post, trecându-se progresiv către alte rezerve, cum ar fi grăsimi, acid lactic și alanină, ca surse de combustibil, când rezervele de glucoză hepatice sunt epuizate, ceea ce are loc după 12 până la 36 de ore de post continuu;
4) trecerea de la sinteza preferențială a lipidelor și depozitarea grăsimilor, la mobilizarea grăsimilor (sub formă de acizi grași liberi), metabolizată în cetone derivate din acizi grași pentru a furniza energie. Unele au torii numesc această tranziție „comutator metabolic”.

### Forma fizica
Postul intermitent este utilizat pe scară largă pentru a sprijini fitnesul și pierderea în greutate. Mulți actori precum Hugh Jackman și Dwayne Johnson au postit intermitent pentru a se pregăti pentru anumite roluri.

## Importanța autofagiei
Datorită cercetărilor sale asupra mecanismelor autofagiei, savantul japonez Yoshinori Ohsumi a fost distins cu Premiul Nobel pentru Medicină în 2016. Autofagia, care înseamnă literal „a te mânca” în greacă, este un mecanism celular pentru îndepărtarea selectivă a componentelor citoplasmatice deteriorate. În acest fel, autofagia este mecanismul prin care celulele corpului uman își reciclează propriile componente. În acest mecanism, se observă modul în care organismul uman are capacitatea de a recicla proteinele inutilizabile, proces care este stimulat de practicarea postul Medicii raportează o îmbunătățire a nivelului de trigliceride, insulină, colesterol, hemoglobină glicozilată și glucoză, precum și a tensiunii arteriale a pacienților lor. Acest proces natural de autofagie stimulat de postul intermitent, conform Institutului Național de Sănătate al Statelor Unite, produce ameliorări la pacienții cu obezitate și artrită și chiar protejează împotriva cancerului.

## Critici
Dezavantajele postului intermitent sunt riscul potențial pentru sănătate și că pofta de mâncare reduce eficacitatea ca dietă:
Risc pentru sănătate:
- Postul intermitent este periculos, mai ales când nu este controlat de un specialist (aceasta este valabil pentru aproape orice dietă.

- Nu există nici un accent sau indicații despre ce să mănânci, doar când să o faci. Prin urmare, această practică nu presupune neapărat o schimbare a dietei, care ar fi cu adevărat sănătoasă. Formula evită crearea de rutine pentru a învăța să mănânci alimente mai bune și în măsuri adecvate; pur și simplu nu mai mănâncă.

- O atenție deosebită trebuie avută în cazul postului intermitent la diabetici. Pacienții care suferă de aceasta nu ar trebui să o practice, la fel ca și cei care au insuficiență renală sau persoanele cu tensiune arterială scăzută. Pentru a pierde în greutate în toate aceste cazuri este esențial să se facă sub supraveghere medicală pentru a o face corect și în funcție de patologiile care există.

Eficacitatea ca dieta:
- Mâncatul fără nici un model după ce am fost fără a mânca nimic o perioadă poate avea un efect contraproductiv și, mai ales, ne poate face să mâncăm cu mai multă nerăbdare.

- Pofta duce de obicei la consumul oricărui aliment, cel mai probabil nesănătos, cu multe calorii și puțini nutrienți, așa că orele de post vor fi fost în zadar, atât pentru a slăbi, cât și pentru a ne odihni stomacul.

- Petrecerea atât de multe ore fără să mâncăm alimente ne poate face să cădem în binge eating atunci când trebuie să mâncăm. Acea anxietate care ne face să mâncăm fără limită este aceeași care ne poate crea ulterior un sentiment de vinovăție pe care s-ar putea să încercăm să-l rezolvăm prin oprirea din alimentație fără control pentru a „compensa” excesul. Acest lucru ne poate face să cădem într-o spirală nesănătoasă.

Dicționarul Oxford definește dieta ca controlul sau reglarea cantității și tipului de hrană pe care o persoană sau un animal le ia, în general cu un scop specific și ca un set de substanțe alimentare pe care o ființă vie le consumă de obicei. Deoarece postul intermitent nu controlează sau reglementează cantitatea și tipul de hrană, nu se poate vorbi de o dietă, ci de o practică.